# Ditassa mexicana
Ditassa mexicana är en oleanderväxtart som beskrevs av T. S. Brandegee. Ditassa mexicana ingår i släktet Ditassa och familjen oleanderväxter. Inga underarter finns listade i Catalogue of Life.